# 나카야마 유마 w/B.I.Shadow
나카야마 유마 w/B.I.Shadow(나카야마 유마 위드 비 아이 섀도우)는 일본의 남성 아이돌 그룹이다. 소속 사무소는 쟈니스 사무소. 소속 레코드 회사는 쟈니즈 엔터테인먼트. 2009년 6월 4일 결성.

## 개요
- 칸사이 쟈니즈 Jr.인 나카야마 유마와, 2008년에 결성된 자니즈 Jr. 내 그룹 B.I.Shadow가 하나의 그룹이 되어, 2009년 6월 4일에 CD 데뷔하는 것이 발표되었다. 데뷔곡 〈악마같은 사랑〉은 나카야마 유마가 주연을 맡는 후지 TV 계열 드라마 《사랑해 악마~뱀파이어☆보이》의 주제가로 사용되었다.
- 2009년 6월 7일, Hey! Say! JUMP의 야마다 료스케와 치넨 유리와 합체해, NYC boys로서 《여자 배구 월드 그랑프리 2009》의 스페셜 서포터로 발탁되었다.
- 2010년 3월 2일, NYC boys의 멤버 중, 야마다 료스케·치넨 유리·나카야마 유마의 3명이 〈NYC〉로서 정식 데뷔하는 것이 발표되었다. 이후, 나카야마가 빠진 B.I.Shadow 단독으로의 활동이 늘어, 오리지널 곡 〈라라리라〉도 제작되어 음악 프로그램 등에서 피로되었다.
- 2011년 9월 29일, Sexy Zone의 결성과 함께, 11월에 CD 데뷔하는 것이 발표되었다. 멤버에서 나카지마·키쿠치가 선택되어, Sexy Zone 데뷔 이후 B.I.Shadow로서의 활동은 없어졌다.
- 2012년, 닛케이 엔터테인먼트 8월호에서 B.I.Shadow에 대해 마츠무라 호쿠토가 〈멤버 2명이 다른 그룹으로 데뷔했기 때문에 자연 소멸, 사실상 해산〉이라고 말했다.
- 2013년 1월 5일, 〈Sexy Zone 신춘 콘서트 2013〉에서 놀러 와있던 마츠무라와 코우치가 나카지마·키쿠치의 4명이서 B.I.Shadow의 오리지널 곡 〈라라리라〉를 당시의 안무로 퍼포먼스했다.

## 멤버
- 나카야마 유마 (1994년 1월 13일 ~ )

B.I.Shadow
- 나카지마 켄토 (1994년 3월 13일 ~ )
- 키쿠치 후마 (1995년 3월 7일 ~ )
- 마츠무라 호쿠토 (1995년 6월 18일 ~ )
- 코우치 유고 (1994년 3월 8일 ~ )

## 작품

### CD 싱글
1. 悪魔な恋/NYC / 악마같은 사랑/NYC (2009년 7월 15일 발매)

## 같이 보기
- 쟈니즈 Jr.
- 나카야마 유마
- 나카야마 유마 w/7 WEST